# Mittelmärkisch

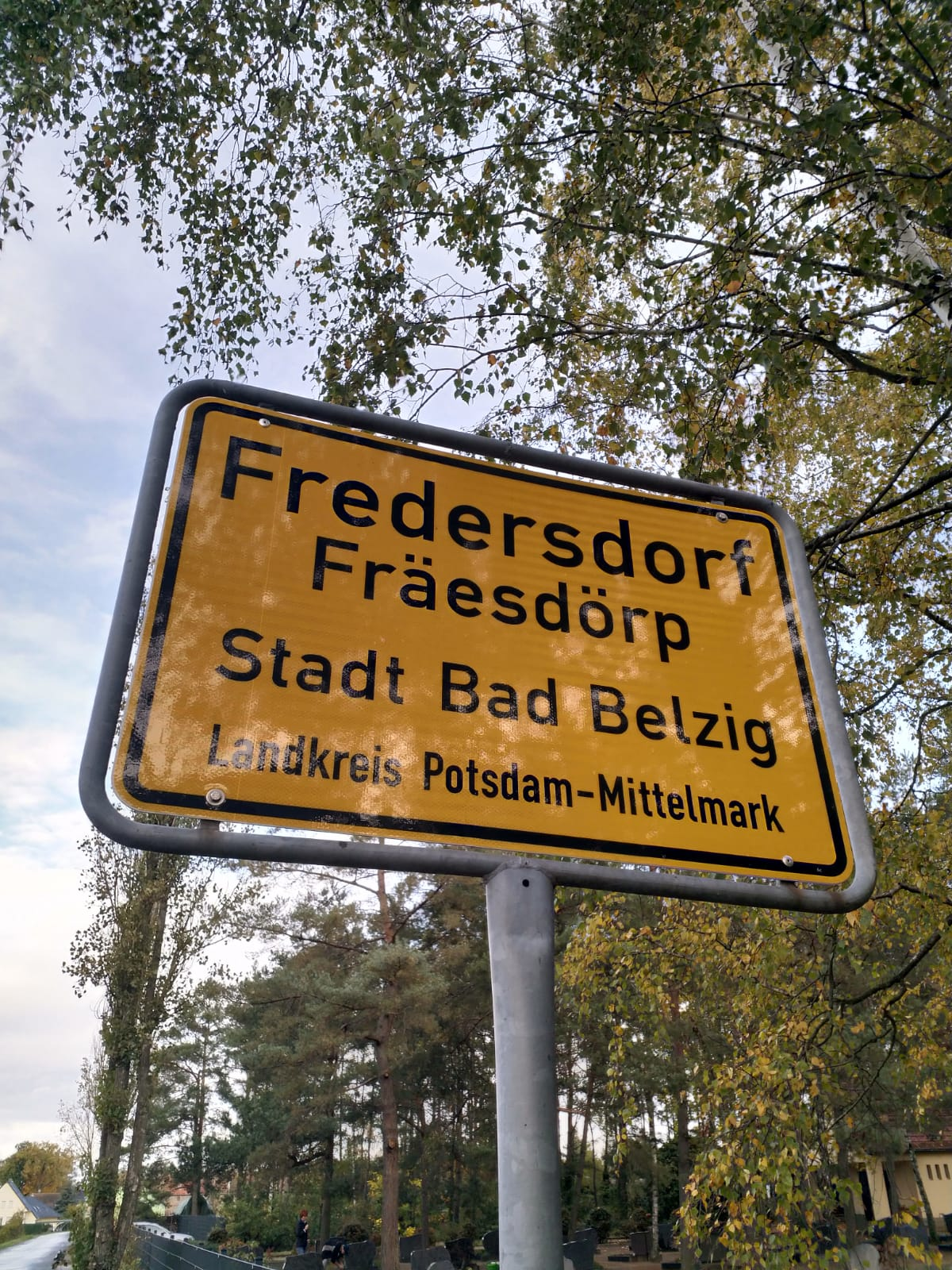
Zweisprachiges Ortseingangsschild von Fräesdörp

Das Mittelmärkische oder Mittelbrandenburgische ist ein Dialekt des Märkischen, der zum ostniederdeutschen Zweig des Niederdeutschen gehört und in Teilen von Brandenburg und Sachsen-Anhalt gesprochen wird.
Wichtige Teilgebiete des Mittelmärkischen enthalten:
- Flämingisch (Brandenburg: Belzig-Jüterbog-Luckenwalde, Sachsen-Anhalt: Burg-Zerbst-Gebiete nördlich von Wittenberg)
- Havelland (Brandenburg: Rathenow-Premnitz-Nauen)
- Barnim[1] (Brandenburg: Eberswalde-Bernau)
- Oderland[2] (Brandenburg: Bad Freienwalde)

Historisch enthielt das Mittelmärkische weitere Teilgebiete:
- Berlin (bis in die frühe Neuzeit)
- (westliche) Neumark (östlich der Oder, bis zum Zweiten Weltkrieg)[3]

Nach Osten wird das Dialektgebiet heute durch das Polnische begrenzt, vor dem Zweiten Weltkrieg durch die Dialekte der östlichen Neumark begrenzt, für die auch die Bezeichnung „ostmärkisch“ vorgeschlagen wurde, die aber eher den Mundarten der hinterpommerschen Kreise Dramburg und Schievelbein nahesteht, die zum Ostpommerschen gerechnet werden können.
Nach Süden wird das Mittelmärkische durch ostmitteldeutsche Dialekte begrenzt, nach Westen durch das Elbostfälische und nach Norden durch das nah verwandte Nordmärkisch. Die ursprünglich mittelmärkische Umgangssprache von Berlin hat seit dem 15. Jh. zunehmend mitteldeutsche Züge angenommen, so dass das Berlinische heute klar vom Mittelmärkischen unterschieden und als Varietät des Ostmitteldeutschen angesehen wird. Ursprünglich eine mitteldeutsche Sprachinsel innerhalb des Mittelmärkischen, hat das Berlinische den Dialekt im Alltag weitgehend verdrängt.
Innerhalb des Mittelmärkischen trennt die Linie Görzke-Brandenburg-Potsdam ein südöstliches Gebiet, in dem mnd. ê und ô diphthongiert sind (Schnai, Schnei, Schnäi „Schnee“, Strau „Stroh“) von einem nördlichen und westlichen, in dem sie (wie im Nordmärkischen) erhalten geblieben sind (Schnee, Stroh).
Das Mittelmärkische ist ein sterbender Dialekt und im Alltag durch das Berlinische ersetzt. Bereits in den 1950er Jahren, im Zuge der Datenerhebung für das Berlinisch-Brandenburgische Wörterbuch war es teilweise schwer, kompetente Sprecher zu gewinnen (vgl. Berlinisch-Brandenburgisches Wörterbuch).
Sofern das Mittelmärkische im Kontext des Niederdeutschen beschrieben wird, wird dafür vereinzelt auch die Bezeichnung „Südmärkisch“ oder „Südbrandenburgisch“ verwendet, das dann dem Nordmärkischen gegenübergestellt wird (so bei Schröder, 2004, S. 50). Da dies jedoch gleichzeitig die Bezeichnung der (jetzt) mitteldeutschen (aber historisch niederdeutschen) Dialekte Südbrandenburgs ist, führt das zu Ambiguitäten. Analog gilt das für die Bezeichnung des mittelmärkischen Diphthongierungsgebietes als „südmärkisch“ (so bei Stellmacher 1980, S. 465f.).

## Abkürzungen in diesem Artikel
- bln. = berlinisch
- germ. = (ur-)germanisch
- hd. = hochdeutsch
- mmk. = mittelmärkisch
- mnd. = mittelniederdeutsch
- mnl. = mittelniederländisch
- mvp. = mecklenburgisch-vorpommersch
- nd. = niederdeutsch
- nl. = niederländisch
- nmk. = nordmärkisch
- slaw. = slawisch
- wnd. = westniederdeutsch

## Definierende Merkmale
Das Märkische weist eine teilweise starke niederländisch-niederfränkische Prägung auf, die im Mittelmärkischen z. T. deutlicher als im Nordmärkischen ausgeprägt ist.
Zu den allgemeinen Merkmalen der märkischen Dialekte siehe deren Wikipedia-Seite. Spezifische Merkmale des Mittelmärkischen, die es von verwandten und benachbarten Mundarten abgrenzen, enthalten:
- Ausbleiben der zweiten germanischen Lautverschiebung (daher moaken „machen“). Das definiert das Mittelmärkische als niederdeutschen Dialekt und grenzt es vom Berlinischen und dem Südbrandenburgischen ab.
- Einheitsplural auf -en im Gegensatz zum westniederdeutschen Einheitsplural auf -t. Dies definiert das Mittelmärkische als ostniederdeutschen Dialekt.
  - mmk. wei moaken „wir machen“, wnd. wei maket[9] 
  - mmk. jei moaken „ihr macht“, wnd. ji maket[9]
  - mmk. sei (die) moaken „sie machen“, wnd. sei maket[9]
- niederfränkisches/niederländisches Substrat (im Gegensatz zum Mecklenburgisch-Vorpommerschen und zum Ostpommerschen). Neben der geographischen Verbreitung definiert das das Mittelmärkische als märkischen Dialekt.
  - typische Leitworte oftmals niederländischer Herkunft, z. B. leech, leeg „niedrig“, Molle „kleiner Trog“ (bln. „Glas Bier“), Kossät „Bauer“, Kumm „Gefäß“, Spind „Schrank“, Tiene „Holzgefäßaschfass“,[9] Schüppe (mnl. scoppe „Spaten“), Spade (mnl. spade), Hinne „Henne“ (mnl. hinne), Stulle (nl. stull „Kloß Butter, Brocken, Stück, Lappen“) und Buchte (nl. bocht „Biegung, Bucht, Verschlag“).[10]
  - Inlautendes -nd- wird -ng- /ŋ/ (hingen „hinten“, Enge „Ende“; vgl. nmk. hinnen, Enn).[5] Von Teuchert (1944) auf niederländische Einflüsse zurückgeführt.[8]
  - mmk. det, dät „das“ gegenüber sonst niederdeutsch dat.[9] Berlinisch bewahrt als det. Auch hierfür wurde Einfluss aus dem niederländischen (dort het) vermutet.
- mmk. Diphthonge für nmk. Monophthonge. Das grenzt das Mittelmärkische vom Nordmärkischen und Mecklenburgisch-Vorpommerschen ab.
  - Langdiphthonge ue, ie, üe (mmk. Kueken „Kuchen“, lief „lieb“, süet „süß“) statt nmk oo, ee, öö (Kooken, leef, sööt)[5] und mvp. au, ei, äu (Kauken, leiw, säut).
  - Diphthong oa für mnd. langes â (moaken „machen“, Woater „Wasser“). Dem gegenüber nmk. Langvokal å (måken, Wåter),[5][11] im mvp. auch a geschrieben (maken, Water).
- Ausbleiben der Apokopierung (im Gegensatz zum nmk. und mvp.)
  - Bewahrung des auslautenden -e (Jänse „Gänse“, Müse „Mäuse“, Lüde „Leute“, hingene „hinten“, Dörpere „Dorfbewohner (dat.)“). Entfällt im Nordmärkischen (Gäns/Jäns, Müüs, Lüüd usw.)[5][11]

## Sprachgeschichte
Im Raum Berlin haben sich die ursprünglich mittelmärkischen Dialekte seit dem 15. Jahrhundert derart mit ostmitteldeutschen Dialekten gemischt, dass dort nur noch relativ wenige der historischen Verbindungen mit dem Ostniederdeutschen sichtbar sind. Dies spiegelt einerseits den ökonomischen und kulturellen Einfluss des wettinisch-meißnischen Raumes, u. a. im Zuge der Reformation, v. a. aber die Einführung der hochdeutschen Kanzleisprache nach Regierungsübernahme der Hohenzollern (1415) sowie die darauf folgende Festlegung auf Berlin als Residenzort wider.
Im Verlauf des 19. Jahrhunderts wurden die märkischen Dialekte zunehmend durch die berlinische Umgangssprache bedrängt und sind im allgemeinen Sprachgebrauch weitgehend dadurch ersetzt worden. Dies spiegelt sozioökonomische Umstrukturierungen im Zuge der Aufhebung der Leibeigenschaft und der Industrialisierung wider, die sich im 20. Jh. fortgesetzt haben und sich nach dem Zweiten Weltkrieg mit dem Zuzug von Neubauern und der Kollektivierung der Landwirtschaft nochmals intensivierten.
Bereits für das frühe 20. Jh. belegt Siewert (1907, S. 24, für Besten/Teltow) eine zunehmende Durchdringung mit hochdeutschen Ausdrücken: "[S]ie sind auch im Verkehr der Einwohner unter sich -- besonders bei der jüngeren Generation -- recht oft zu hören und sind wohl auf den Einfluss des Berliner Dialektes zurückzuführen", z. B. kofen "kaufen", verkofen, ick weß "weiss", zwe "zwei", zwete "zweite", ooch "auch", damals noch selten auch druf "drauf", lofen "laufen", jloben "glauben", drocken "trocken", zwelwe "12", et heßt "heißt". Dieser Trend hat sich seither intensiviert.
Für die späte DDR-Zeit belegen Bock und Langner (1989), dass „[t]rotzdem … die märkischen Dialekte bis ins 20. Jahrhundert hinein für viele Menschen ein wichtiges Mittel der Kommunikation [bleiben]“. Aufgrund neuerlicher ökonomischer Umbrüche seit den 90er Jahren und der damit verbundenen Landflucht gilt das heute nur noch sehr einschränkt, so dass der Dialekt im Alltag durch Varietäten des Berlinischen, wie z. B. das sog. „Kanaldeutsch“ ersetzt wurde, insbesondere auch in seiner identitätsstiftenden Funktion.

## Sprachbeschreibung

### Phonologie
Die Phonologie ist für die Neumark beschrieben bei Teuchert (1907), für den Niederbarnim bei Seelman (1908), für den Teltow bei Siewert (1907) und Teuchert (1964), und für den Oberbarnim bei Teuchert (1964). Die Phonologie der mittelniederdeutschen Schriftsprache Berlins, die teilweise regionale (d. h. mittelmärkische) Dialektmerkmale zeigt, wurde von Lasch (1910) beschrieben.

#### Vokale
- Langdiphthonge ue, üe, ië in denen der erste Vokal jeweils lang gesprochen wird (mmk. Kueken „Kuchen“, liëf „lieb“, süet „süß“). Dem gegenüber nmk. Langvokale (Kooken, leef, sööt).[5] Mittelmärkisch-nordmärkische Gegensatzpaare sind damit z. B. Bluome/Blueme: Bloom „Blume“, Kuo/Kue: Koh „Kuh“, jrüen: jröön „grün“, lief: leef „lieb“, Priester: Preester „Priester“.[11] Teuchert (1964, S. 31) vermutet, dass diese Diphthonge auf die niederländischen Diphthonge uo (oe), dessen Umlaut sowie auf ie zurückgehen.[20]
- Mittelniederdeutsch ê² (germ. ai) als ee bewahrt (reene „rein“).[5] Nordmärkisch ei.
- Innerhalb des Mittelmärkischen trennt die Linie Görzke-Brandenburg-Potsdam ein südöstliches Gebiet, in dem mnd. ê und ô diphthongiert sind (Schnai, Schnei, Schnäi „Schnee“, Strau „Stroh“) von einem nördlichen und westlichen, in dem sie (wie im Nordmärkischen) erhalten geblieben sind (Schnee, Stroh).[5]
- In einem Teilgebiet tritt Hebung von mnd. ê1, ê2, ô2 und dessen Umlaut vor r zu i, u und ü auf, daher z. B. ierscht „erst“ (Teltow). Dies tritt ähnlich im Mecklenburgisch-Vorpommerschen auf, zu dem hier auch ein räumlicher Zusammenhang besteht, betrifft dort jedoch auch mnd. ê4 und ô1 (Teuchert 1964, S. 45, Wiesinger 1983, S. 882f.)[20][22]
- Senkung von vor r gedehnten mnd. Kurzvokalen e (Bääre „Beere, Birne“, Äre „Erde“, Färse f. „Färse“, Twärne „Zwirn“, Täär „Teer“), und o (regional Dar „Tor“, allerdings wohl eher historisch [Berlin 1475, Spandau 1501, Ruppin 1654, Havelberg 1522])l Die Entwicklung entspricht dem Niederländischen (aarde, mnl. aerde „Erde“)(Teuchert 1964, S. 46).[20]
- Bildung neuer Langvokale durch Ausfall von -w- und -g- zwischen Vokalen: Aand „Abend“, Schnaal „Schnabel“, Vaal „Vogel“, klaan „klagen“, Flee „Fliege“.[23] Das Mittelmärkische bildet dadurch neue Langvokale aus ursprünglichen Diphthongen (Teuchert 1964, S. 33):[20]
  - ee (Flee „Fliege“ < *Fliëge, fleen „fliegen“ < *fliëgen)
  - oo (Roh „Ruhe“ < *Ruoge, Hoon f.Pl. „Hufen“ < *huove)
  - öö (Möh „Mühe“ < *Müöge, plöön „pflügen“ < *plüögen, Vierhöhner m. „Vierhüfener“ < *Vierhüövener)
  - aa (Pla „Plage“ < *Ploage, nmd. plâge; frahn „fragen“ < *froagen; Aand „Abend“ < *Oavend, Ma „Magen“ < *Moage; mahr „mager“ < *moager, Hahle „Havel“ < *Hoavel(e), Haak „Habicht“ < Hoaveck, Vaal „Vogel“ < *Voagel, Baan „Bogen“ < *Boagen, Taar „Zober“ < *Toaver)
  - ää (Brän „Gehirnschädel, Bregen“ < *Breägen, Äde „Egge“ < *Eägede, Wäh m.pl. „Wegen“ < *Weäge, utfähn „ausfegen“ < *utfeägen, Knehl „Knebel“ < *Kneävel, jeblehn „geblieben“ < *gebleäven, Trä m.pl. „Tröge“ < *Tröäge, Häh f. „Lust, Verlangen“ < *Höäge, Häh m.pl. „Höfe“ < *Höäve, är „über“ < *öäver)
- Diphthong oa für mnd. langes â (moaken „machen“, Woater „Wasser“).[5][11]
- Umlaut kurzer Vokale vor mnd. nd, nt, ns, nk, rp, rst (änger „ander“, Däns „Tanz“, Dörp „Dorf“, Döst, Dörscht „Durst“; im Barnim jedoch Dorscht) (Teuchert 1964, S. 46f.)[20]
- mmk. det, dät „das“ gegenüber sonst niederdeutsch dat.[9] Berlinisch bewahrt als det.

#### Konsonanten
- j statt g (mmk. juet „gut“; mmk. jejaan „gegangen“),[9] so auch im Berlinischen. Vor dunklen Vokalen wird mnd. g als /ɣ/ gesprochen (und hier als g geschrieben, sonst z. T. auch als j, z. B. sugen „saugen“), mit Auslautverhärtung als /x/ (und als -ch geschrieben).
- Inlautendes -nd- wird -ng- /ŋ/ (hingen „hinten“, Enge „Ende“; vgl. nmk. hinnen, Enn).[5] Von Teuchert (1944) auf niederländische Einflüsse zurückgeführt.[8]

#### Phonologische Prozesse
(bzw. deren Ausbleiben)
- Synkopierung von älterem -e- in unbetonten Silben sind i. d. R. nicht durchgeführt. Nach Siewert (1907, S. 22, für Besten/Teltow) wird für alten Vokal in Mittelsilben, Ableitungssilben und der Kompositionsfuge /ə/ gesprochen: liëwesten "liebsten", Angest "Angst", Hengest "Hengst", Pingestdach "Pfingsten", Bedestelle "Bettstelle", Midewoche "Mittwoch", Umestände "Umstände".[14]
- Apokopierung von älterem -e wird i. d. R. nicht durchgeführt. Endvokal findet sich u. a. bei
  - Substantiven auf -el (Äppele "Äpfel", Ferkele "Ferkel", Mandele "Mandel(n)", Pickele "Küken", Semmele "Semmel(n)"); Siewert (1907, S. 23, für Besten/Teltow)[14]
  - Plural auf -er (Biëkere "Bücher", Blädere "Blätter", Briëdere "Brüder", Eiere "Eier", Vädere "Väter", Hiëndre "Hühner", Kingere "Kinder", Miëdere "Mieter", Schlächtere "Schlächter", Doaldre "Taler" ); Siewert (1907, S. 23, für Besten/Teltow)[14]
  - Adjektiven (diere "teuer", drieste "dreist", klene "klein", kuële "kühl", nië "neu", riepe "reif", schene "schön", sieke "siech", siëte "süß", späde "spät", tufriedene "zufrieden", ville "viel"); Siewert (1907, S. 23, für Besten/Teltow)[14]
  - Zahlwörtern (viere "4", fimwe "5", sechse "6", achte "8", neine "9", zäne "10", elwe "11", zwelwe "12"); Siewert (1907, S. 23, für Besten/Teltow)[14]
  - Adverbien (allene "allein", balle "bald", denne "dann, denn", drumme "darum", druppe "darauf", ejene "eigene", hingene "hinten", hiete "heute", ingene "unten", ingene un obene "unten und oben", ofte "oft", rute "heraus", schene "schön", sehre "sehr", turechte "zurecht", warumme "warum"); Siewert (1907, S. 23, für Besten/Teltow)[14]
  - Pronomen (icke "ich", dette "das" [wer is denn dette], weme "wem", von weme "von wem"); Siewert (1907, S. 23, für Besten/Teltow)[14]
  - Konjunktionen (dette "dass", oke "auch"); Siewert (1907, S. 23, für Besten/Teltow)[14]
  - Präpositionen (tuë "zu", umme "um"); Siewert (1907, S. 23, für Besten/Teltow)[14]

### Lexik
Die Lexik ist für die Neumark beschrieben bei Teuchert (1907), für Teltow und Oberbarnim bei Teuchert (1964). Typisch ist v. a. nach Teuchert (1944) der hohe Anteil niederländischen oder niederfränkischen Vokabulars.
- typische Leitworte oftmals niederländischer Herkunft, z. B. leech, leeg „niedrig“, Molle „kleiner Trog“ (bln. „Glas Bier“), Kossät „Bauer“, Kumm „Gefäß“, Spind „Schrank“, Tiene „Holzgefäßaschfass“,[9] Schüppe (mnl. scoppe „Spaten“), Spade (mnl. spade), Hinne „Henne“ (mnl. hinne), Stulle (nl. stull „Kloß Butter, Brocken, Stück, Lappen“) und Buchte (nl. bocht „Biegung, Bucht, Verschlag“).[10]
- slawisches Substrat: Insgesamt sind im Raum südlich von Berlin etwa 300 slawische Worte bewahrt,[24] z. B. Kiez „Wohngebiet“ (ursprünglich „Fischersiedlung“, vgl. slaw. chyza/chyzy „Haus, Hütte“).[9]

### Morphologie
Die Morphologie ist für die Neumark beschrieben bei Teuchert (1907), für Teltow bei Siewert (1907). Die Morphologie der mittelniederdeutschen Schriftsprache Berlins, die einige Merkmale der mittelmärkischen Dialekte vorwegnimmt, ist bei Lasch (1910) beschrieben.

#### Konjugation
Besondere Merkmale enthalten:
- Einheitsplural auf -en im Gegensatz zum westniederdeutschen Einheitsplural auf -t:
  - mmk. wei moaken „wir machen“, wnd. wei maket[9]
  - mmk. jei moaken „ihr macht“, wnd. ji maket[9]
  - mmk. sei (die) moaken „sie machen“, wnd. sei maket[9]
- Bildung des Partizip Präteritums mit je- (ge-). Im sonstigen Niederdeutschen entfällt das meist (vgl. allerdings ostfälisch e-): jeloopen „gelaufen“,[9] nmk. loopen. Anders als im Hochdeutschen tritt je- auch mit Verben auf -ieren auf (Teuchert 1907, §191), für die Neumark: jerungeniert „ruiniert“, jesimeliert „nachgesonnen“, jeexelsiert „exerziert“.[3] Das Präfix entfällt zuweilen bei Präteritopräsentia und wollen: hett kinnt "gekonnt", misst "gemußt", micht "gemocht", wollt "gewollt": sei hett nich wollt jehn "sie hat nicht gehen wollen" (Siewert 1907 für Besten/Teltow, S. 26)[14]
- Partizip Präteritum bei schwachen Verben regional auf -et (so Siewert 1907, S. 25 für Besten/Teltow): jebliejet "geblüht", jeborjet "geborgt", jedräjet "gedreht", jefieret "gefahren", jeläwet "gelebt", jelehret "gelernt", jenäjet "genäht", jeplijet "gepflügt", jesäjet "gesäht", jeschechet "gescheucht", jetobet "getobt" (aber auch afjewißt "abgeweißt", jeërbeet "gearbeitet", jefluëcht "geflucht").[14] Für die Neumark gibt Teuchert (1907, §290-329) allerdings -t an: jekrappt "gekratzt".[3]
- irreguläre Imperative auf -ch in duch „tu!“, joch „geh!“ und stoch „steh!“, regional auch sich „sei!“ (Teuchert 1964, S. 79, 114ff.)[20]
- Infinitiv auf -e (tu duene „zu tun“, tu kochene „zu kochen“, tu fingene "zu finden", tu jewene "zu geben", tu kostene "zu kosten", tu lijene "zu liegen", tu messene "zu düngen", tu schloane "zu schlagen"), als Rest einer flektierten infiniten Form gedeutet.[25][14]
- Partizip Präsens war nur im adjektivischen Gebrauch bewahrt, z. B. dragent (Neumark) „tragend“ (Teuchert 1907, §291).[3]
- Konjunktiv Präsens weitgehend geschwunden, nach Teuchert (1907, §291) um 1885 noch in der Anrede verwendet (Gåhe se man „gehn Sie nur“, Gåhe ha „gehe er“), sei seitdem aber ausgestorben.[3]
- 3.sg.prs. regional als -et erhalten (so Siewert 1907, S. 24 für Besten/Teltow): bliewet "bleibt", fieret "fährt", schriewet "schreibt", sorjet "sorgt", sterwet "stirbt" (neben brukt "braucht", rekt "reicht"),[14]  für die Neumark gibt Teuchert 1907 §290-329 allerdings systematisch -t an: blifft "bleibt", fohrt "fährt"[3]
- Imperativ auf -∅ neben -e, letzteres nach Teuchert (1907, §291) im Vordringen.[3]

Konjugationstabellen (Neumark, Teuchert 1907, §290–329):
|                                         | 1.sg                      | 2.sg              | 3.sg                      | pl                |
| --------------------------------------- | ------------------------- | ----------------- | ------------------------- | ----------------- |
| schwache Konjugation: krabben „kratzen“ |                           |                   |                           |                   |
| ind.prs.                                | krabbe                    | krappst           | krappt                    | krabben           |
| ind.prt. (=konj,prt.)                   | krappte                   | krapptest         | krappte                   | krappten          |
| ipv.                                    |                           | krabbe            |                           | krappt            |
| part.                                   | jekrappt                  | jekrappt          | jekrappt                  | jekrappt          |
| starke Konjugation: nehmen „nehmen“     |                           |                   |                           |                   |
| ind.prs.                                | nehme                     | nimmst            | nimmt                     | nehmen            |
| ind.(konj.)prt.                         | nam, neem (neeme)         | neemst, naamst    | nam, neem (neeme)         | neemen            |
| ipv.                                    |                           | nimm              |                           | nehmt             |
| part.                                   | jenohmen                  | jenohmen          | jenohmen                  | jenohmen          |
| starke Konjugation: bliewen „bleiben“   |                           |                   |                           |                   |
| ind.prs.                                | bliewe                    | bliffst           | blifft                    | bliewen           |
| ind.(konj.)prt.                         | bleef (bleewe)            | bleefst           | bleef (bleewe)            | bleewen           |
| ipv.                                    |                           | blief             |                           | blifft            |
| part.                                   | jebleewen                 | jebleewen         | jebleewen                 | jebleewen         |
| starke Konjugation: jiete „gießen“      |                           |                   |                           |                   |
| ind.prs.                                | jiete                     | jittst            | jitt                      | jieten            |
| ind.(konj.)prt.                         | joot (jeete)              | jootst            | joot (jeete)              | jooten            |
| ipv.                                    |                           | jiet              |                           | jiet't            |
| part.                                   | jegoten (jejoten)         | jegoten (jejoten) | jegoten (jejoten)         | jegoten (jejoten) |
| starke Konjugation: bingen „binden“     |                           |                   |                           |                   |
| ind.prs.                                | binge                     | bingst            | bingt                     | bingen            |
| ind.(konj.)prt.                         | bunk (binge)              | bungst            | bunk (binge)              | bungen            |
| ipv.                                    |                           | bing, binge       |                           | bingt             |
| part.                                   | jebungen                  | jebungen          | jebungen                  | jebungen          |
| starke Konjugation: äten „essen“        |                           |                   |                           |                   |
| ind.prs.                                | äte                       | ittst             | itt                       | äten              |
| ind.(konj.)prt.                         | at, eet (eete)            | eetst, atst       | at, eet (eete)            | eeten             |
| ipv.                                    |                           | itt               |                           | ät't              |
| part.                                   | jeäten                    | jeäten            | jeäten                    | jeäten            |
| starke Konjugation: fohren „fahren“     |                           |                   |                           |                   |
| ind.prs.                                | fohre                     | fohrst            | fohrt                     | fohren            |
| ind.prt.                                | fuhr, fohr (fiere, feere) | fuhrst            | fuhr, fohr (fiere, feere) | fuhren            |
| ipv.                                    |                           | fohre             |                           | fohrt             |
| part.                                   | jefohren                  | jefohren          | jefohren                  | jefohren          |

Konjugation der Präterito-Präsentia (Siewert 1907, S. 25f., für Besten/Teltow):
|                | 1.sg   | 2.sg           | 3.sg       | pl     |
| -------------- | ------ | -------------- | ---------- | ------ |
| weten "wissen" |        |                |            |        |
| ind.prs.       | weet   | weetst, wettst | weet, wett | weten  |
| ind.prt.       | wiste  | wistest        | wiste      | wisten |
| part.          | jewist | jewist         | jewist     | jewist |
| hebben "haben" |        |                |            |        |
| ind.prs.       | hebbe  | hest           | hett       | hebben |
| ind.prt.       | hadde  | haddest        | hadde      | hadden |
| part.          | jehat  | jehat          | jehat      | jehat  |

Für die mittelniederdeutsche Schriftsprache Berlins gibt Lasch (1910, 334-344) folgende Paradigmen an:
|                                      | 1.sg                                 | 2.sg                                 | 3.sg                                 | pl                                   |
| ------------------------------------ | ------------------------------------ | ------------------------------------ | ------------------------------------ | ------------------------------------ |
| schwache Konjugation: maken "machen" |                                      |                                      |                                      |                                      |
| ind.prs.                             | make                                 | makest                               | maket                                | maken                                |
| konj.prs,                            | make                                 | makest                               | make                                 | maken                                |
| ind.prt. (=konj,prt.)                | makede                               | makedest                             | makede                               | makeden                              |
| ipv.                                 |                                      | make                                 |                                      | maket                                |
| part.prs.                            | makende (makene, maken)              | makende (makene, maken)              | makende (makene, maken)              | makende (makene, maken)              |
| part.prt.                            | gemaket                              | gemaket                              | gemaket                              | gemaket                              |
| inf.                                 | maken (substantivisch auch makent)   | maken (substantivisch auch makent)   | maken (substantivisch auch makent)   | maken (substantivisch auch makent)   |
| starke Konjugation: nêmen „nehmen“   |                                      |                                      |                                      |                                      |
| ind.prs.                             | nême                                 | *nêmest                              | nêmet, nempt                         | nêmen                                |
| konj.prs.                            | nême                                 | *nêmest                              | nême                                 | nêmen                                |
| ind.prt.                             | nam                                  | nêmest                               | nam                                  | nêmen                                |
| konj.prt.                            | nême                                 |                                      | nême                                 | nêmen                                |
| ipv.                                 |                                      | nem                                  |                                      | nêmet                                |
| part.prs.                            | nêmende (nêmenem nêmen)              | nêmende (nêmenem nêmen)              | nêmende (nêmenem nêmen)              | nêmende (nêmenem nêmen)              |
| part.prt.                            | genômen (substantivisch auch nêment) | genômen (substantivisch auch nêment) | genômen (substantivisch auch nêment) | genômen (substantivisch auch nêment) |
| hebben "haben"                       |                                      |                                      |                                      |                                      |
| ind.prs.                             | hebbe                                | hest                                 | het                                  | hebben                               |
| konj.prs.                            | hebbe                                | hest                                 | hebbe                                | hebben                               |
| ind.prt. (=konj.prt.)                | hadde                                | haddest                              | hadde                                | hadden                               |
| part.prs.                            | hebbende                             | hebbende                             | hebbende                             | hebbende                             |
| part.prt.                            | gehat                                | gehat                                | gehat                                | gehat                                |

Im Gegensatz zum modernen Mittelmärkischen verwendet die Berlinische mittelniederdeutsche Schriftsprache systematisch die Vorsilbe ge-.

#### Deklination
- Bewahrung des auslautenden -e (Jänse „Gänse“, Müse „Mäuse“, Lüde „Leute“, hingene „hinten“, Dörpere „Dorfbewohner (dat.)“). Entfällt im Nordmärkischen (Gäns/Jäns, Müüs, Lüüd usw.)[5][11]
- Manche Substantive auf -en können den Plural auf -ens bilden: Mäke(n)s "Mädchen", Junge(n)s "Jungen", Frauens "Frauen" (Siewert 1907, S. 26, für Besten/Teltow)[14]
- Das Personalpronomen der 3.sg.m.nom. ist hä „er“, entstanden aus älterem her, in dem sich nd. he und md. er gemischt haben. Im südlichen Teltow auch ha. Südlich von Berlin är (der) und ä (Teuchert 1964, S. 113f.).[20]
- Der bestimmte Artikel dat.sg.n. ist dat „dem“[20]
- Der Genitiv auf -(e)s ist teilweise erhalten (Neumark: wenig Guts „wenig Gutes“, nischt Rechts „nichts Rechtes“; Votersch Hut „Vaters Hut“, Muddersch Hus „Mutters Haus“, Pauls Rock), doch ist die Form auf -(e)t (Neumark: ville Schlimmet „viel Schlimmes“, wat Kleenet „was Kleines“) häufiger und war um 1900 im Vordringen (Teuchert 1907, §339).[3] Als Kasus ist der Genitiv aber im Abbau begriffen, so dass -s teilweise als Derivationssuffix missverstanden wird (Lot doch det Schriewens sint „Laß doch das Schreiben sein!“, Neumark).[3]
- Der Dativ ist im Schwinden begriffen, neben up'm Howe steht up'm Hof (Neumark, Teuchert 1907, §339).[3]
- Bei Nomina sind die Kasusunterschiede minimal, bei Adjektiven sind sie deutlicher (Neumark, Teuchert 1907, §339,366).[3]

##### Adjektive
Teuchert (1907, §366–368, für die Neumark):
| blau „blau“          | m.sg.           | n.sg.           | f.sg.         | pl.    |
| -------------------- | --------------- | --------------- | ------------- | ------ |
| starke Deklination   |                 |                 |               |        |
| nom                  | blauer          | blauet          | blaue         | blaue  |
| dat.                 | blauen (blauem) | blauen (blauem) | blaue, blauer | blaue  |
| acc.                 | blauen          | blauet          | blaue         | blaue  |
| schwache Deklination |                 |                 |               |        |
| nom                  | blaue           | blaue           | blaue         | blauen |
| dat.                 | blauen          | blauen          | blaue         | blauen |
| acc.                 | blauen          | blaue           | blaue         | blauen |

Für den mittelniederdeutschen Vorläufer des Mittelmärkischen in Berlin bestimmt Lasch (1910, S. 326f) folgendes Paradigma:
| old "alt"            | m.sg.                | n.sg.                | f.sg. | pl.       |
| -------------------- | -------------------- | -------------------- | ----- | --------- |
| starke Deklination   |                      |                      |       |           |
| nom                  | olt (older)          | olt                  | olt   | olde, olt |
| gen                  | oldes                | oldes                | older | older     |
| dat.                 | oldem, oldeme, olden | oldem, oldeme, olden | older | olden     |
| acc.                 | olden                | olt                  | olde  | olde      |
| schwache Deklination |                      |                      |       |           |
| nom                  | olde                 | olde                 | olde  | olden     |
| gen                  | olden                | olden                | olden | olden     |
| dat.                 | olden                | olden                | olden | olden     |
| acc.                 | olden                | olde                 | olde  | olden     |

Wie der Vergleich zeigt, sind die Paradigmen nahezu identisch, allerdings ist f.sg.dat an f.sg.akk angeglichen, dat.pl. an akk.pl. Die entspricht der allgemeinen Tendenz des modernen Niederdeutschen, Akkusativ und Dativ in einem einzigen Objektfall zusammenzuführen. Dieser Zusammenfall hat im Mittelmärkischen allerdings nicht oder nur in Ansätzen stattgefunden.

##### Personalpronomen
Teuchert (1907, §37f., für die Neumark):
|         | 1.            | 2.           | 3.m.        | 3.f.     | 3.n.        | refl. |
| ------- | ------------- | ------------ | ----------- | -------- | ----------- | ----- |
| nom.sg. | ik, icke ('k) | du (de, -te) | hä, ha (ar) | sie (se) | et ('t)     |       |
| dat.sg. | mi (me)       | di (de)      | em, am ('n) | ähr      | em, am ('n) | sich  |
| akk.sg. | mi (me)       | di (de)      | em, am ('n) | sie (se) | et ('t)     | sich  |
| nom.pl. | wi (we)       | ji (je)      | sie (se)    | sie (se) | sie (se)    |       |
| dat.pl. | uns           | ju (je)      | ähr         | ähr      | ähr         | sich  |
| akk.pl. | uns           | ju (je)      | sie (se)    | sie (se) | sie (se)    | sich  |

Für den mittelniederdeutschen Vorläufer des Mittelmärkischen in Berlin bestimmt Lasch (1910, S. 314f.) folgendes Paradigma:
|         | 1.    | 2.              | 3.m.           | 3.f.        | 3.n.        | refl.      |
| ------- | ----- | --------------- | -------------- | ----------- | ----------- | ---------- |
| nom.sg. | ik    | du              | he             | sy          | it (et, -t) |            |
| gen.sg. |       |                 | is (es), siner | *ore, *orer | is (es)     | siner      |
| dat.sg. | my    | dy              | em, en         | or          | em, en      | sik (sich) |
| akk.sg. | my    | dy              | em, en         | sy          | it (et, -t) | sik (sich) |
| nom.pl. | wy    | gy              | sy             | sy          | sy          |            |
| gen.pl. | unser |                 | ore, orer      | ore, orer   | ore, orer   |            |
| dat.pl. | uns   | jw (älter juwe) | en, em         | en, em      | en, em      | sik (sich) |
| akk.pl. | uns   | jw (älter juwe) | sy             | sy          | sy          | sik (sich) |

Dieses mittelniederdeutsche Paradigma entspricht im Wesentlichen dem späteren Mittelmärkischen. Schriftsprachliches or, ore, orer steht für ör, öre, örer (Lasch 1910, S. 315). Der einzige Unterschied liegt in der 3. Person Dativ Plural, wo durch Analogie zwischen Plural und Femininum im modernen Mittelmärkischen die Form des 3.f.sg übernommen wurde.

##### Possessivpronomen
Teuchert (1907, §374, für die Neumark):
|     | 1.   | 2.   | 3.m        | 3.f        | 3.n  |
| --- | ---- | ---- | ---------- | ---------- | ---- |
| sg. | mien | dien | sien       | ähre (ähr) | sien |
| pl. | unse | juue | ähre (ähr) | ähre (ähr) |      |

Für den mittelniederdeutschen Vorläufer des Mittelmärkischen in Berlin bestimmt Lasch (1910, S. 315) folgendes Paradigma:
|         | 1.   | 2.   | 3.m | 3.f      | 3.n |
| ------- | ---- | ---- | --- | -------- | --- |
| nom.sg. | min  | din  | sin | or (ore) | sin |
| nom.pl. | vnse | juwe | or  | or       | or  |

Bis auf Schreibung entspricht es dem modernen Mittelmärkischen.

##### Demonstrativpronomen
Teuchert (1907, §375, für die Neumark):
|      | m.       | f.            | n.  | pl.           |
| ---- | -------- | ------------- | --- | ------------- |
| nom. | dar, der | dië, die (de) | det | dië, die (de) |
| dat. | den, dan | dar, der      | det | dar, der      |
| akk. | den, dan | dië, die (de) | det | dië, die (de) |

Eine einheimische Entsprechung für „diese“ (mnd. dese, desse) ist im Mittelmärkischen laut Teuchert (1907) nicht vorhanden bzw. kommt laut Lasch (1910, S. 318) im modernen Mittelmärkischen "kaum" vor. Für Prenden gibt Seelmann (1908) disser (mit stimmhaftem ss) an.
Für den mittelniederdeutschen Vorläufer des Mittelmärkischen in Berlin bestimmt Lasch (1910, S. 316ff) folgende Paradigmen:
|                                            | m.                      | f.           | n.                      | pl.          |
| ------------------------------------------ | ----------------------- | ------------ | ----------------------- | ------------ |
| einfaches Demonstrativpronomen (= Artikel) |                         |              |                         |              |
| nom.                                       | dy (die, de)            | dy (die, de) | dat (det, -it, -t)      | dy (die,de)  |
| gen.                                       | des                     | der          | des                     | der          |
| dat.                                       | deme, dem, den          | der          | deme, dem, den          | den          |
| (inst.)                                    |                         |              | (destu, deste)          |              |
| akk.                                       | den                     | dy (die, de) | dat (det, -it, -t)      | dy (die, de) |
| erweitertes Demonstrativpronomen           |                         |              |                         |              |
| nom.                                       | desse (disse, dusse)    | desse        | dit                     | desse        |
| gen.                                       | desses                  | desser       | desses                  | desser       |
| dat.                                       | dessem, desseme, dessen | desser       | dessem, desseme, dessen | dessen       |
| akk.                                       | dessen                  | desse        | dit                     | desser       |

Wie die Tabellen zeigen, entsprechen die mittelmärkischen Demonstrativpronomen ihren mittelniederdeutschen Vorläufern weitgehend: Die Form des modernen nom.sg.m. ist eine Übernahme aus dem Mitteldeutschen, dat.sg.n. ist dem akk.sg.n. angeglichen, dat.pl. dem dat.sg.f.
Teuchert bezeugt mit jenner, jennt, jenne „jener“ ein distales Demonstrativpronomen für die Neumark. Dem entspricht mittelniederdeutsch dy gene, dy genne, dy yenne, akk.sg. den gennen, gen.pl. der gennen, dat.pl. den gennen in Berlin (fast ausnahmslos mit Artikel; Lasch 1910, S. 318).

#### Derivation

##### Bildung von Nomen
- -ster bildet agentivische Nomen (Teltow: Mäster m. „Mäher“, Bingster f. „Garbenbinderin“, Nähster f. „Näherin“, Spinnster f. „Spinnerin“, Töffelbuddelster f. „Frau, welche Kartoffeln aus dem Boden nimmt“, Waschter f. „Waschfrau“, Bäckster m. „Bäcker“, Dröschter m. „Drescher“, Plöster m. „Pflüger“, Säster m. „Säer“, Singster m. „Sänger“, Verdienster m. „Verdiener“), niederländische Herkunft wurde vorgeschlagen (Teuchert 1964, S. 82f).[20]
- -sel z. B. in Häcksel n. „Häcksel“, Rätsel n. „Rätsel“, Knoeksel n. „Knöchel“; auch ostmitteldeutsch verbreitet und von dort ins Hochdeutsche eingegangen (Teuchert 1964, S. 83; für die Neumark vgl. Teuchert 1907, §383)[20]
- -el zur Bildung von Diminutiva, z. B. Brockel m. „Brocken“, Muggel f. „Kröte“, Sümpel f. „Sumpf“ (Teuchert 1964, S. 83; vgl. Teuchert 1907, §382). Wohl nicht mehr produktiv.
- -ken gewöhnliches Suffix zur Bildung von Diminutiva; Stämme mit -k und -t verwenden -sken (Stücksken n. „Stückchen“, bitsken „(ein) bisschen“) (Teuchert 1964, S. 84). Neumark: Bliemeken „Blümchen“, Engeken „Endchen“, Kingeken „Kindchen“, Wärdeken „Wördchen“ (Neumark: Teuchert 1907, §382)
- -en bildet Feminina (entsprechend deutsch -in), z. B. de Englmann „Frau Engelmann“, de Hempen „Frau Hanf“, Jewarten „Frau Gebert“ (Neumark, Teuchert 1907, S. 147), Teltow di Schulsene "Frau Schulze", olle Menkene "die alte Frau Menken", miene Schwäjerne "meine Schwägerin", di Schlesserne "die Frau des Schlossers" (Besten/Teltow, Siewert 1907, S. 26)
- -sche bildet Feminina (entsprechend deutsch -in), z. B. di Rasemannsche "Frau Ragemann", di Staberosche "Frau Staberow" (Besten/Teltow, Siewert 1907, S. 26: "wie mir scheint, bei Personen von weniger hohem Ansehen oder mit denen man nicht auf gutem Fusse steht.")[14]
- -s z. B. in Flaps m. „unhöflicher, vorlauter Mensch“ (Teuchert 1907, §381)
- -nisse „-nis“ bildet f. und n. Substantive (wie Hochdeutsch; Teuchert 1907, §384)
- -ië wie hd. -ei in Bedriërie „Betrügerei“, Discherië „Tischlerei“, Fleescherië „Fleischerei“, Sämerië „Sämerei“ (Neumark: Teuchert 1907, §384)
- -keet z. B. Tikschichkeet „Tücke“, Dumpichkeet „erstickender Zustand der Luft“; Frotsichkeet „Freßgier“ (zu frotsich „gefräßig“), Sälichkeet „Seligkeit“, Niedlichkeet „Niedlichkeit“ (Neumark: Teuchert 1907, §385)
- -heet z. B. Gutheet „Gutmütigkeit“ (Neumark: Teuchert 1907, §385)
- Je- zur Bildung von Aktionsnomina, z. B. Jelutsche n. „Lutschen“, Geduue n. „Gebaren“, Jegohe „Hin- und Hergehen“, Afjemoke „Abmachen“, Anjelope „wiederholtes Laufen“, Häjekome „wiederholter Besuch“, Niejemoke „Neumachen“ (Neumark: Teuchert 1907, §386)

##### Bildung von Adjektiven
- -isch, bildet Adjektive zu Nomen; nach Konsonant und Langvokal auch -sch (Neumark: kingisch „kindisch“, jungisch „jung“; franzeesch „französisch“, rusch „russisch“, barlinsch „Berlinisch“, lansbarchsch „Landsbergisch“, Källsch „Kölnisch“; jistersch „gestrig“, hietersch „heutig“; barnausch „Bernauisch“; engelsch „englisch“, Teuchert 1907, S. 147 und §387)[3]
- -ich (-ig), z. B. in neumärkisch wenich, wenjer, wenjiste „wenig, weniger, wenigste“, dodich „tot“, läwig „lebendig“, varjäterich „vergeßlich“ (Teuchert 1907, S. 147 und §387)

##### Bildung von Adverbien
- Nullableitung statt mnd. -e zur Bildung von Adverbien aus Adjektiva (Neumark: Teuchert 1907, §379).[3]
- (historisch) -e zur Bildung von Adverbien aus Adjektiven: lange „lange“ adv. zum adj. lank „lang“ (Neumark: Teuchert 1907, §379).[3] Adverbien auf -e beinhalten balle „bald“, vorne „vorn“, järne „gern“, ofte „oft“, tusamme „zusammen“ (Neumark; Teuchert 1907 §380).
- (historisch) -en zur Bildung von Adverbien: jistern „gestern“ (aber: Jisteravent „gestern Abend“), barborschen „(übertrieben für) sehr“ in barborschen kolt „sehr kalt“ (Neumark; Teuchert 1907, §380)
- (genitivisches) -s in lieks, glieks „sogleich“, forts „sofort“, stots „statt“, tworsch „zwar“ (Neumark: Teuchert 1907, §380)
- (historisch) -en + -s in bestens „bestens“, ungervääns „unterwegs“, allervääns „überall“, harnachens „nachher“; sunstens „sonst“, schonstens, schunstens „schon (affirmativ)“, allens, alles „alles“ (Neumark: Teuchert 1907, §380)
- Bildung von Adverbien mit -er ist recht häufig: dercher "durch", drupper "drauf", raffer "herab, hinab", rander "heran", rinder "herein, hinein", rummer "herum", rupper "herauf, hinauf", ruter "hinaus, heraus" (Besten/Teltow: Siewert 1907, S. 26)[14]

### Syntax
Die Syntax des Mittelmärkischen ist weitgehend unerforscht. Im Allgemeinen ist davon auszugehen, dass übereinstimmende Merkmale zwischen ostmitteldeutschen (v. a. dem Berlinischen) und ostniederdeutschen Dialekten auch für das Mittelmärkische bzw. das Märkische insgesamt anzusetzen sind, -da insbesondere ostmitteldeutsche Züge in Lexik und Morphologie durch das Märkische an den Norden vermittelt wurden.

#### Perfektbildung
Nach Siewert (1907, S. 26, für Besten/Teltow) stets mit "haben" gebildet: hett jeblewen "ist geblieben", hebben jefiert "gefahren", hett jejehn "gegangen", hett jekoam "gekommen", hett jerennt "gerannt", hett umjefallen "umgefallen", hett jesturwen "gestorben", hett ubjestehn "aufgestanden", hadde jewassen "gewachsen", doa hebben se Feint jeworn "sind sie Feinde geworden".

#### Umstellungen im Verbalkomplex
Mit dem IDS-Korpus Deutsche Mundarten: DDR existiert ein teilweise transkribiertes Audiokorpus, das auch die märkischen Dialekte beinhaltet und den Sprachstand der 1960er Jahre dokumentiert. Auf dieser Grundlage beobachtete Weber (2014) Besonderheiten in der Bildung des Verbalkomplexes, wobei neben der Standardvariante auch Umstellungen zulässig sind:
- wenn wi Kinner denn rutjahn sind „wenn wir Kinder dann rausgegangen sind“ (wie Schriftdeutsch)
- as ick Murer bin west „als ich Maurer gewesen bin“ (wörtlich: „... bin gewesen“)

Bedauerlicherweise trennt die Studie (und das Korpus) nicht zwischen Mittelmärkisch, Nordmärkisch und modernen Regiolekten, doch scheint das Phänomen allgemeine Gültigkeit im Märkischen zu haben. Die zitierten Belege sind mehrheitlich nordmärkisch oder mitteldeutsch, folgende Belege belegen die abweichende Wortstellung aber auch für das Mittelmärkische:
- wenn man den Kuckuck hört ruopen „wenn man den Kuckuck rufen hört“ (wörtlich „... hört rufen“, Weber 2014, Bsp. 6.b)
- un so hett man müsst doar umlehren „und so hat man da umlernen müssen“ (wörtlich „... müssen da umlernen“, Weber 2014, Bsp. 14)

## Dokumentation und Pflege
Sprachwissenschaftlich wurde das Mittelmärkische vor allem in phonologischer und lexikalischer Hinsicht untersucht, überregional v. a. im Zuge von Kontroversen darüber, in welchem Maße das Niederländische bzw. Niederfränkische einen Einfluss auf das Märkische ausgeübt hat und welche Rückschlüsse darüber auf die Kolonisationsgeschichte zu ziehen sind. Eine extreme Position nimmt hierbei Teuchert (1944) ein, in dessen Nachfolge das Märkische als „Kolonialniederländisch“ angesehen wurde, was heute i. d. R. abgelehnt bzw. stark relativiert wird. Einflüsse im Bereich der Lexik sind jedoch unumstritten. Einzelworte niederländischer Herkunft sind Bäsing(e) ‚Blaubeeren‘ (nl. bes ‚Beere‘), Dase ‚Stechfliege‘, Erpel ‚Enterich‘, Miere ‚Ameise‘ (nl. mier), Moll ‚Maulwurf‘, Päde ‚Quecke‘, Pieresel ’Regenwurm (nl. pier), Stulle ‚Brotschnitte‘. Hinzu treten Eigennamen wie Fläming, Moosfenn (bei Potsdam, zu Fenn ‚kleiner Sumpf‘) usw.
Eine Kurzgrammatik des (historischen) mittelmärkischen Dialektes der Neumark liegt mit Teuchert (1907) vor. Die meisten anderen Grammatiken konzentrieren sich auf Lexik und Phonologie.
Zwei lokale mittelmärkische Mundarten, aus Buko und Görsdorf, wurden 1937 im Lautdenkmal reichsdeutscher Mundarten dokumentiert. Die digitalisierten Audioaufnahmen der damals 46- bzw. 50-jährigen Sprecherinnen werden u. a. im Archiv des Forschungszentrums Deutscher Sprachatlas vorgehalten.
Der Wortschatz des Mittelmärkischen wird primär in folgenden Wörterbüchern erfasst:
- Brandenburg-Berlinisches Wörterbuch (Dialekte in Brandenburg und Berlin)
- Mittelelbisches Wörterbuch (Dialekte in Sachsen-Anhalt)

Man beachte allerdings, dass jedes dieser Wörterbücher jeweils auch andere Dialekte abdeckt, da ihr Abdeckungsgebiet geographisch-politisch, nicht linguistisch definiert ist.
Ein mittelmärkisches Ortswörterbuch liegt u. a. für die Gemeinde Lunow vor (Parisius 2000). Ein Verein, der sich dem Dialekterhalt widmet, existierte beispielsweise in Lütte. Ebenso existiert ein überregionaler Verein zur Förderung der Brandenburgischen Dialekte.
Als niederdeutscher Dialekt fällt Mittelmärkisch unter die von Deutschland ratifizierte Europäische Charta der Regional- oder Minderheitensprachen und hat in den Bundesländern Brandenburg und Sachsen-Anhalt offiziellen Status. Seit 6. Juli 2022 ist dies auch Bestandteil der brandenburgischen Verfassung. Inwieweit sich daraus gesetzlicher Handlungsbedarf ergibt, ist zu prüfen, eine Kleine Anfrage der Landtagsabgeordneten Kathrin Dannenberg (Linke) im Oktober 2022 bestätigte jedoch, dass ein eigenes Niederdeutsch-Gesetz nicht geplant ist, weshalb kurzfristig keine konkreten Maßnahmen zu erwarten sind.